# Brinkstraat 34
Brinkstraat 34 is een gemeentelijk monument aan de Brinkstraat in Baarn in de provincie Utrecht.
Het woonhuis-winkelpand werd in 1907 gebouwd in opdracht van J.C. van der Veen door N. Rigter en G. van Bronkhorst. De pui van dit in jugendstil gebouwde pand is in 1978 veranderd. De vensters aan beide zijden van de erker hebben bloemmotieven in de lateien. Ook op andere plekken in de top zijn tegeltableaus verwerkt.